# Arnoldo Martínez Verdugo

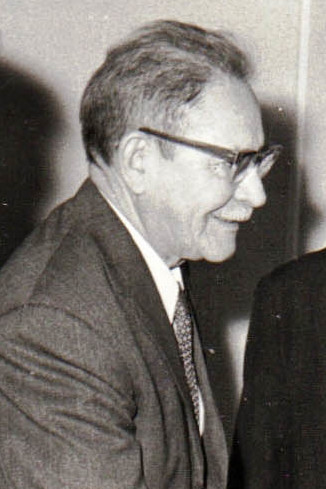
Arnoldo Martínez Verdugo, 1971

Arnoldo Martínez Verdugo (* 12. Januar 1925 in Pericos, Sinaloa; † 24. Mai 2013) war ein mexikanischer Politiker des linkspolitischen Flügels. Er war von 1963 bis 1981 Parteivorsitzender der Partido Comunista Mexicano (PCM) und nach deren Auflösung Vorsitzender der Partido Socialista Unificado de México (PSUM). Zuletzt war er Mitglied der Partido de la Revolución Democrática (PRD).
Martínez war bereits im Jugendalter politisch engagiert, zunächst in Sonora und später in Mexiko-Stadt. 1946 schloss er sich der Partido Comunista Mexicano an, wo er ab 1959 dem PCM-Kollektivsekretariat angehörte und 1963 den Parteivorsitz übernahm. Nachdem die PCM 1981 mit drei weiteren Linksparteien in der Partido Socialista Unificado de México zusammengefasst wurde, wurde er dort zum Parteipräsidenten gewählt. Bei den Präsidentschaftswahlen 1988 schloss er sich der Cuauhtémoc Cárdenas Solórzano und dann auch der an Bedeutung gewinnenden Partido de la Revolución Democrática an.
| Personendaten    | Personendaten                |
| ---------------- | ---------------------------- |
| NAME             | Martínez Verdugo, Arnoldo    |
| KURZBESCHREIBUNG | mexikanischer Linkspolitiker |
| GEBURTSDATUM     | 12. Januar 1925              |
| GEBURTSORT       | Pericos, Sinaloa             |
| STERBEDATUM      | 24. Mai 2013                 |